# Alseis reticulata
Alseis reticulata är en måreväxtart som beskrevs av Pilg. och Schmale. Alseis reticulata ingår i släktet Alseis och familjen måreväxter. Inga underarter finns listade i Catalogue of Life.